# Museo delle Donne
Il Museo delle Donne di Merano (in tedesco Frauenmuseum Meran) è un museo italiano situato nel centro di Merano in piazza del Grano (Kornplatz). È gestito dall'Associazione "Museo delle Donne" e si trova in un ex-convento delle clarisse. Dal 2008 coordina la rete internazionale dei musei delle donne (IAWM).

## Esposizione
Nell'esposizione permanente il museo presenta storia della donna degli ultimi 200 anni collocata nell'ambiente socio-culturale. Gli oggetti esposti dalla collezione del museo sono abiti, accessori e oggetti della vita quotidiana, che nella storiografia non furono presi in considerazione poiché provenienti dalla sfera privata. Nel Museo delle Donne l'obiettivo non è tanto la rappresentazione dell'intera realtà femminile nei secoli XIX e XX nella società occidentale, quanto rendere visibili immagini e ruoli femminili.
Nella sala dedicata alle mostre temporanee sono allestite mostre dedicate a specifiche tematiche femminili che approfondiscono aspetti storici o riprendono attuali discussioni socio-politiche.
Il Museo delle Donne è un luogo d'incontro, di studio e, con la sua biblioteca specialistica in continua crescita, anche un luogo di lettura e di ricerca. Il museo offre incontri anche nell'ambito dell'aggiornamento degli adulti con seminari e convegni su temi di attualità e d'interesse specifico per le donne.

## Storia
Il museo fu fondato da Evelyn Ortner (1944-1997) nel 1988 e allestito dapprima in un edificio sotto i Portici di Merano. Dal 1993 esiste l'associazione "Museo delle Donne" che si trasferì nella sua nuova sede in piazza del Grano nel 2011. Grazie all'aiuto della Provincia autonoma di Bolzano e il comune di Merano fu creato un museo innovativo e moderno, disposto su due piani.

## Rete internazionale
Nel 2008 a Merano ha avuto luogo il primo congresso internazionale dei musei delle donne. Da allora il Museo delle Donne Merano coordina la International Association of Women's Museums (IAWM). Essa conta più di 30 membri in tutto il mondo. Shirin Ebadi, premio Nobel per la Pace del 2003 è la madrina della rete.